# Benjamin Reimer
Benjamin Reimer (ur. 1701, zm. 7 maja 1765 w Gdańsku) – dyplomata pruski.
Pełnił funkcję rezydenta Prus w Gdańsku (1750-1765).